# Leiurus sinai
Espèce
Leiurus sinai est une espèce de scorpions de la famille des Buthidae.

## Distribution
Cette espèce est endémique du Sinaï en Égypte.

## Description
La femelle holotype mesure 76,7 mm et le mâle paratype mesure 69,4 mm.

## Systématique et taxinomie
Cette espèce a été décrite en 2023 par Badry (d), Saleh (d), Lourenço et Ythier.

## Étymologie
Son nom d'espèce lui a été donné en référence au lieu de sa découverte, le Sinaï.

## Publication originale
- Badry, Saleh, Sarhan, Youness, Lourenço & Ythier, 2023 : « A new species of Leiurus Ehrenberg (Scorpiones: Buthidae) from Sinai, Egypt and comments on its relationships with L. quinquestriatus and L. hebraeus using morphological and molecular evidence. » Faunitaxys, vol. 11, no 54, p. 1-10 (texte intégral).